# Lakhandai
Lakhandai és un riu de Bihar, tributari del Baghmati. Neix a Nepal i entra al districte de Muzaffarpur a Itarwa. Rep els rius Sauran i Basiad, amb el cabal dels quals adquireix importància; segueix al sud fins a desaiguar al Baghmati. Durant l'època de pluges és navegable fins a Sitamarhi per bots de fins a 20 tones; després és perillós pels ràpids.